# Pawn Hearts
Pawn Hearts ist das vierte Musikalbum der Progressive-Rock-Band Van der Graaf Generator. Es erschien am 12. November 1971 bei Charisma Records und ist nach Godbluff das erfolgreichste Album der Band. Die europäische Erstauflage beinhaltet drei Stücke: Lemmings und Man-Erg mit jeweils einer Spielzeit von rund zehn Minuten auf der A-Seite sowie das 23-minütige A Plague of Lighthouse Keepers auf der B-Seite. Auch wenn das Album in Großbritannien kommerziell nicht erfolgreich war, erreichte es in Italien Platz eins und wird rückblickend von Musikkritikern gelobt.

## Musikstil
Wie bei anderen Alben von Van der Graaf Generator werden auf der Textebene von Pawn Hearts viele negative Emotionen verhandelt. Auffällig sind neben den typischen Saxophon-Passagen von David Jackson der hohe Anteil an obskuren Passagen. Van der Graaf Generator werden häufig mit King Crimson und den frühen Genesis verglichen, wobei Pawn Hearts eher stilistische Einflüsse von King Crimson aufweist, auch wenn die Arbeit von King-Crimson-Gitarrist Robert Fripp auf dem Mix nicht sonderlich prominent platziert worden ist, wie noch auf dem vorangegangenen Album H to He, Who Am the Only One von 1970.

### Charakterisierung der Stücke
Lemmings (deutsch: Lemminge) erinnert manche Hörer mit seiner Instrumentierung aus Saxophon, Keyboard und Schlagzeug sowie kürzeren Gitarrenpassagen an die Musik von Gentle Giant, besitzt aber ebenso die typische Stilistik Van der Graaf Generators. Textlich geht es um das Leben am Rand der Klippe und die Versuchung, hinunterzuspringen.
Man-Erg behandelt den Topos vom schlafenden Tier im Menschen, das plötzlich erwachen kann und folglich den Konflikt zwischen Gut und Böse, die in dem Lied als Engel und Killer dargestellt sind. Musikalisch ist der Beginn des Stücks von idyllischem Klavier- und Orgelspiel geprägt, anschließend wechselt es abrupt in einen schnelleren Abschnitt mit ausuferndem Schlagzeug- und Gitarrenspiel sowie unruhigem Gesang, und kehrt dann durch Verlangsamung des Beats wieder ins anfängliche Tempo zurück.
A Plague of Lighthouse Keepers ist eine Progressive-Rock-Suite, die ähnlich wie Supper’s Ready von Genesis eine Abfolge unterschiedlicher musikalischer Ideen lose verbindet und die von Hammills Faszination für das Meer inspiriert wurde. Inhaltlich tauchen Motive wie Tod und Geistererscheinungen auf. Nach Hammill thematisiert das Stück die Geschichte eines Leuchtfeuerwärters mit der grundsätzlichen Tatsache, dass Menschen sterblich sind und sich das einzelne Individuum nicht davor retten kann. Der Leuchtturmwärter sieht sich mit dem Konflikt konfrontiert, dass er immer wieder Menschen vor der Küste sterben sieht und sich schuldig fühlt, weil er nicht in der Lage ist ihnen zu helfen. Das Ende des Liedes bleibt offen, so dass der Hörer entscheiden kann, ob der Wärter Selbstmord begangen oder die Ereignisse rationalisiert hat, um in Frieden zu leben.

## Hintergrund
1971 hatte sich die Besetzung von Van der Graaf Generator mit Frontmann und Songschreiber Peter Hammill, Saxophonist David Jackson, Organist und Bassist Hugh Banton und Schlagzeuger Guy Evans stabilisiert. Die Gruppe war nach zahlreichen Auftritten und einer besonders zermürbenden Deutschlandtournee mit 17 Konzerten und einer Aufnahme bei Radio Bremen innerhalb von 21 Tagen, freundschaftlich eng zusammengewachsen. Während der Tournee schrieb Hammill A Plague of Lighthouse Keepers, und gegen Ende der Tournee begann die Gruppe Man-Erg aufzuführen. Im Anschluss an die Tournee lud Hammill zur Vorbereitung des Albums Produzent John Anthony zu sich nach Hause ein, wo er die für das Album vorgesehenen Songs ohne Begleitung auf der Akustikgitarre und dem Klavier spielte und Anthony die Möglichkeit gab, Aufnahmen zu machen. Im Sommer 1971 zog die Band für zwei Monate in das Haus des Managers Tony Stratton Smith, in Luxford House, Crowborough, Sussex, um das Material zu proben, die Songs weiter auszuarbeiten und zu arrangieren.
Banton war gegen die Aufnahme von A Plague of Lighthouse Keepers auf das Album, er bevorzugte kommerzielleres Material wie z. B. Killer auf dem Vorgängeralbum H to He, Who Am the Only One, doch nach einem Bandtreffen stimmte er schließlich zu und arbeitete ein Arrangement aus.

## Aufnahme
Die Aufnahmen fanden von Juli bis September 1971 in den Trident Studios statt. Neben der Band und Anthony halfen auch Robin Cable, David Hentschel und Ken Scott bei der Technik. Die ersten aufgenommenen Tracks waren Theme One, eine Coverversion der George-Martin-Komposition, die als ursprüngliches Abschlussthema von BBC Radio 1 verwendet wurde, und W, das schließlich nicht auf dem Album erschien. Die Titel, insbesondere A Plague of Lighthouse Keepers, wurden in kurzen Abschnitten zwischen zwei und fünf Minuten aufgenommen und später zusammengeschnitten. Zusätzlich zu Hammills ursprünglicher Suite steuerte Banton den Abschnitt Pictures/Lighthouse bei, ein von Olivier Messiaen beeinflusstes Orgelstück, Evans schrieb Kosmos Tours um ein kurzes Klavierriff, und Jackson schrieb die Musik zum Schlussthema We Go Now. Das Stück wurde von Banton und Anthony gegen Ende der Session zusammengeschnitten. Banton benutzte einen psychedelic-razor-Effekt, ein speziell umgerüstetes Tonbandgerät, das beim Zurückspulen aufnehmen konnte. Das Gerät entsprach dem Sinn der Band für Humor. Irgendwann musste jede Bandmaschine im Studio zum Abmischen verwendet werden.
Ursprünglich wurde das Album als Doppelalbum konzipiert, ähnlich wie Pink Floyds Ummagumma von 1969. Die erste Hälfte sollte aus dem Album in seiner ursprünglichen Form bestehen, während die zweite Hälfte aus persönlichen Projekten und Live-Studio-Versionen älterer Van-der-Graaf-Generator-Songs wie Killer und Octopus bestehen sollte. Evans steuerte ein avantgardistisches Stück bei, Angle of Incidents, bei dem das Schlagzeug rückwärts aufgenommen wurde und das Geräusch einer Leuchtstoffröhre, die die Studiotreppe hinunterfällt. Jackson nahm Ponker's Theme auf, ein kurzes Jazzstück, und ein längeres Stück, Archimedes Agnostic, mit lateinischen Texten, die von Hammill geschrieben wurden. Charisma war schließlich der Meinung, dass die Gruppe nur ein simples Album veröffentlichen sollte, und lehnte das Doppelalbum-Projekt mit Live- und Soloaufnahmen ab.

## Veröffentlichung
Das Album wurde am 12. November 1971 auf Charisma Records veröffentlicht. In den USA und Kanada wurde das Album über Buddah Records vertrieben und enthielt Theme One als zusätzlichen Track zwischen Lemmings und Man-Erg, was ohne die Zustimmung der Band geschah. In Europa, wo Pawn Hearts nur die drei Tracks enthielt, wurde Theme One im Februar 1972 als Single veröffentlicht, mit W auf der B-Seite.
Um das Album zu promoten, tourte die Gruppe durch Italien, wo sie wie Superstars behandelt und von Armee- und Bereitschaftspolizei eskortiert wurden. Darauf folgte eine kurze Europatournee, während der sie eine Live-Version von A Plague of Lighthouse Keepers für das belgische Fernsehen aufnahmen. Die Produktion dauerte zwei Stunden, da die Band nie vorhatte den Song live aufzuführen und ihn mittlerweile vergessen hatte. In dem Filmbeitrag ist zu sehen, wie Sänger Hammill den Song von einem Textblatt absingt. In den nächsten vier Monaten folgten regelmäßige Tourneen durch Europa, doch die damit verbundene Arbeitsbelastung wurde der Band zu viel, so dass sie sich August 1972 auflöste.
Als die Van-der-Graaf-Generator-Alben 2005 für eine Neuauflage remastert wurden, wurden mehrere Titel aus der fehlenden Hälfte des Albums gefunden und als Bonustracks hinzugefügt. Eine Live-Studio-Version von Squid/Octopus wurde der Neuauflage von H to He, Who Am the Only One hinzugefügt, während die Neuauflage von Pawn Hearts "Angle of Incidents", "Ponker's Theme" und Hugh Bantons Diminutions enthielt. Diminutions erinnert an Ambient-Musik und ist von Synthesizer und elektrischer Orgel sowie zahlreichen Hall-Effekten geprägt. Die Band sah sich seinerzeit außerstande, diese vergleichsweise exotische elektronische Musik ihrem Hauptwerk beizugeben. Die CD enthielt auch den Original-Mix von Theme One, der sich von dem als Single veröffentlichten unterscheidet, und eine frühere Aufnahme von W. Theme One wurde auch auf der 2003 erschienenen Kompilations-CD The Best Prog Rock Album in the World … Ever aufgenommen.
2021 erschien eine 3-Disk Special Edition Box mit zwei Audio-CDs und einer DVD-Audio. Die erste Audio-CD enthält die Titel der Originalveröffentlichung in einer remasterten Version und die Bonus-Titel Man Erg, Theme One, Vision und Darkness von der BBC Radio 1 „Sounds of the Seventies“ Session vom 10. Juni 1971, die zweite Audio-CD einen neuen Stereo Mix und als Bonustitel Theme One und W. Die Audio-DVD enthält alle Titel der Audio-CD im hochaufgelösten Stereoformat und im Mehrkanalformat DTS 5.1 bzw. Dolby AC-3 5.1. Alle Überarbeitungen im Stereo- und Mehrkanalformat wurden von Stephen W. Tayler erstellt.

## Coverart
Der Titel Pawn Hearts des Albums ist von einem Spoonerismus Jacksons abgeleitet, der einmal sagte: „I'll go down to the studio and dub on some more porn harts“, (deutsch etwa: „Ich werde runter ins Studio gehen und noch ein paar Porn Harts überspielen“), was eigentlich „Horn Parts“ (etwa: „auf dem Horn gespielte Musikstücke“) meinte. Das Coverart wurde vom Charisma-Stammgrafiker Paul Whitehead entworfen, der von Hammill gesagt bekam: „Egal ob du ein König, ein Bauer oder was auch immer bist – du bist ein Bauer“, was zu dem Design mit der Erde und einen Vorhang führte. Das innere Klappbild wurde von Keith Morris in Luxford House aufgenommen und zeigte die Band beim „Crowborough Tennis“, einem Zeitvertreib, den sich die Band während ihrer zermürbenden Deutschlandtournee ausdachte, während sie sich gegenseitig eine Art Hitlergruß zeigen. Banton räumte später ein, dass dies lediglich ein Versuch der Band war, in Anlehnung an Monty Python, lächerlich erscheinen. Eine andere Interpretation des Motivs ist die parodistische Nachstellung von Jacques-Louis Davids Gemälde Der Schwur der Horatier von 1784.

## Titelliste
| Nr. | Titel     | Autor(en)     | Bemerkung                                          | Länge |
| --- | --------- | ------------- | -------------------------------------------------- | ----- |
| 1.  | Lemmings  | Hammill       | Inklusive Cog                                      | 11:39 |
| 2.  | Theme One | George Martin | Nur auf den Editionen der USA und Kanada enthalten | 2:55  |
| 3.  | Man-Erg   | Hammill       |                                                    | 10:21 |

| Nr. | Titel                          | Autor(en)                                      | Länge |
| --- | ------------------------------ | ---------------------------------------------- | ----- |
| 4.  | A Plague of Lighthouse Keepers | Hammill, Hugh Banton, Guy Evans, David Jackson | 23:05 |

| Nr. | Titel                          | Autor(en)                       | Bemerkung                                                                              | Länge |
| --- | ------------------------------ | ------------------------------- | -------------------------------------------------------------------------------------- | ----- |
| 1.  | Lemmings                       | Hammill                         |                                                                                        | 11:40 |
| 2.  | Man-Erg                        | Hammill                         |                                                                                        | 10:26 |
| 3.  | A Plague of Lighthouse Keepers | Hammill, Banton, Evans, Jackson |                                                                                        | 23:13 |
| 4.  | Theme One (original mix)       | Martin                          | Abweichender Mix der LP von Gramophone Records LP und der britischen Singleauskopplung | 3:16  |
| 5.  | W (first version)              | Hammill                         | Zweite Singleauskopplung vom Februar 1972                                              | 5:04  |
| 6.  | Angle of Incidents             | Evans                           |                                                                                        | 4:48  |
| 7.  | Ponker's Theme                 | Jackson                         |                                                                                        | 1:28  |
| 8.  | Dimunitions                    | Banton …                        |                                                                                        | 6:00  |

Der Titel A Plague of Lighthouse Keepers ist in neun Sätze gegliedert:
1. Eyewitness – 2:25
2. Pictures/Lighthouse – 3:10
3. Eyewitness – 0:54
4. S.H.M. – 1:57
5. Presence of the Night – 3:51
6. Kosmos Tours – 1:17
7. (Custard's) Last Stand – 2:48
8. The Clot Thickens – 2:51
9. Land's End (Sineline) – 2:01
10. We Go Now – 1:51

## Rezeption
In Großbritannien war Pawn Hearts kommerziell nicht erfolgreich. In einer Rezension des Record Mirror hieß es: „Ich muss gestehen, dass ich nicht genau weiß, was Van der Graaf Generator zu erreichen versuchen“, obwohl Melody Maker enthusiastischer war und schrieb: „A Plague of Lighthouse Keepers ist eines der faszinierendsten und dramatischsten Stücke, die ich je gehört habe“. Auf dem deutschsprachigen Progressive-Rock-Portal Babyblaue Seiten erhielt es drei positive Bewertungen. Zweimal 12 und einmal 13/15 Punkten.
Der Song Man-Erg wurde in den 1970ern von der Band Happy the Man bei ihren ersten Auftritten gecovert. Jedoch verschwand der Titel bald wieder aus deren Setlist und wurde durch eigenes Material ersetzt.
Im Juni 2015 wählte das Fachblatt Rolling Stone das Album auf Platz 26 der 50 besten Progressive-Rock-Alben aller Zeiten.

### Charts und Chartplatzierungen
Pawn Hearts erreichte seinerzeit (1971) keine Platzierung in den Britischen Albumcharts, jedoch gelang es der Neuveröffentlichung von Virgin, die am 21. April 2022 eine Woche lang in den Schottischen Albumcharts geführt und erreichte Platz 52. Erfolgreicher war das Album in Italien, wo es Platz eins der italienischen Albumcharts erreichte.